# Eduardo Fortunato de Baden-Baden
Eduardo Fortunato de Baden (Londres, 17 de septiembre de 1565-Kastellaun, 8 de junio de 1600) fue Margrave de Baden-Rodemachern y Baden-Baden.

## Vida y obra
Eduardo era el hijo del margrave Cristóbal II de Baden-Rodemachern y la princesa sueca Cecilia Vasa. Recibió su nombre de la reina Isabel I de Inglaterra, quien fue su madrina. Pasó su primer año en el Real Palacio de Hampton Court, Inglaterra.
Cuando su padre murió en 1575, se convirtió en el Margrave de Baden-Rodemachern. Su tutor, el duque Guillermo V de Baviera, le dio una educación católica y en 1584 se convirtió del luteranismo al catolicismo, como su madre ya lo había hecho.
La lucha entre católicos y protestantes dividió a la familia de Eduardo, y el 18 de noviembre de 1589 organizó un coloquio en el Ayuntamiento de Baden para discutir las demandas relativas del catolicismo (representado por Johann Pistorius), el luteranismo (representado por Andrea y Jacob Heerbrand) y el calvinismo, representado por Schyrius, pero sólo logró que se endurecieran los puntos de vista.
El 13 de marzo de 1591 contrajo matrimonio por lo civil en Bruselas con María de Eicken (1569 - 21 de abril de 1636), hija de Joost de Eicken, gobernador de Breda, que regularizó el 14 de mayo de 1593,  después de que hubieran tenido una hija. Al final, tuvieron cuatro hijos, pero en parte debido a la escasa alcurnia de su esposa, nunca fueron reconocidos como herederos por Ernesto Federico, Margrave de Baden-Durlach, quien le sucedió.
En 1587 visitó a sus familiares en Suecia y acompañó a su primo Segismundo III Vasa, rey de la Mancomunidad Polaca-Lituana (y también más tarde rey de Suecia) a Polonia y en 1588 fue nombrado por él para encabezar las costumbres y las minas polacas. El mismo año heredó Baden-Baden, juntándose con Baden-Rodemachern. Sin embargo, trató duramente a los luteranos y despilfarró los recursos del territorio; su matrimonio e hijos no eran aprobados por sus familiares. En 1594 por lo tanto, su pariente, Ernesto Federico I de Baden-Durlach se hizo cargo de la totalidad de Baden-Baden. (Los hijos de Eduardo sólo se restablecieron en 1622 tras la Batalla de Wimpfen, cuando su catolicismo les dio una ventaja.)
Eduardo heredó las deudas de sus padres y las agravó. Después de perder su margraviato, vivió en varios castillos y trató de recaudar dinero por acuñar moneda con la alquimia y la magia negra, persuadiendo a Paul Pestalozzi de Clavella y Mascarello de Chio de Padua para que le ayudaran, y tuvo éxito en causar dolor a Ernesto Federico metiendo alfileres en un muñeco de cera. Asimismo se ha dicho que intentó que Ernesto Federico muriera por envenenamiento. Se afirma que sedujo y causó la muerte de la hija de un castellano en el Yburg, que ahora está en ruinas y perseguido por el fantasma de ella.
En 1597 fue enviado a Alemania para reclutar mercenarios en nombre del Gobierno de España. En 1598, participó en el intento de su primo Segismundo de recuperar Suecia de su tío Carlos IX de Suecia, y en la Batalla de Stangebro, Eduardo fue capturado y encarcelado brevemente por los daneses.
Murió en 1600 como resultado de la caída por una escalera de piedra, posiblemente en estado de ebriedad, a los 34 años.

## Descendencia
Eduardo Fortunato y María de Eicken tuvieron los siguientes hijos:
- Guillermo (1593-1677)
- Germán Fortunato (1595-1665)
- Alberto Carlos (Kastellaun, 1598-castillo de Hundschloss, 1626, cuando se mató accidentalmente)
- Ana María Lucrecia (Murano, 1592-Kastellaun, 1654)